# История без слов (роман без слов)
«История без слов» (фр. Histoire sans paroles: 60 images dessinées et gravées sur bois) — роман без слов 1920 года, сочиненный фламандским художником Франсом Мазерелем. В 60 гравюрах по дереву рассказывается история мужчины, который стремится завоевать любовь женщины.

## Обзор
Мужчина различными действиями пытается завоевать любовь женщины. После того, как он угрожает самоубийством, она всё-таки соглашается заняться с ним любовью. Женщина привязывается к нему, но он покидает её после удовлетворения страсти, оставляя наедине со своим горем.

## История публикации
Книга была впервые опубликована в Женеве в 1920 году под французским названием «Histoire sans paroles: 60 images dessinées et gravées sur bois». Немецкое издание Курта Вольфа появилось в 1922 году под названием Geschichte ohne Worte: 60 Holzschnitte. Английское издание появилось благодаря лондонскому издательству Redstone Press в 1986 году в виде парного издания с «Идеей» (1920) под названием «Идея и история без слов: два романа, рассказанные в гравюрах по дереву». Изображения в книге выполнены в масштабе 3 1/2 на 2 3/8 дюймов (9 см × 6 см).

## Стиль
На чёрно-белых гравюрах без подписей Мазерель в каждой композиции помещает женщину с левой стороны. Реакция женщины на попытки мужчины произвести впечатление передаётся через выражение её лица, иногда благосклонное к ухаживаниям, а иногда — нет. Задний план связан с действиями мужчины — когда он показывает ей свой бицепс, позади них появляются цирковые силачи; когда он пытается понравиться ей песней, его жалкие стремления высмеиваются появлением не певчих птиц, а вороны и петуха.